# تد مک‌مین
تد مک‌مین (انگلیسی: Ted McMinn؛ زادهٔ ۲۸ سپتامبر ۱۹۶۲) بازیکن سابق فوتبال اهل بریتانیا است که در پست وینگر بازی می‌کرد. تد مک‌مین نام مستعار او است.